# Eparchia Al-Kusijja
Eparchia Al-Kusijja – eparchia Kościoła katolickiego obrządku koptyjskiego w Egipcie, z siedzibą w mieście Al-Kusijja. Została erygowana jako sufragania koptyjskiego katolickiego patriarchatu Aleksandrii 23 września 2022 przez papieża Franciszka.

## Biskupi
- Thomas Esam William Bolos Faragalla (nominat)
- Basilios Fawzy Al-Dabe (administrator apostolski sede vacante) (od 2022)